# Religiosas de Jesus e Maria
As Religiosas de Jesus e Maria (em francês:  Religieuses de Jésus-Marie), abreviado como R.J.M., formam uma congregação religiosa católica romana de mulheres dedicada à educação e ao serviço aos pobres. Foi fundada em Lyon, França, em outubro de 1818, por Claudine Thévenet.

## Fundação
Thévenet sobreviveu ao cerco de sua cidade natal pelas forças da Revolução Francesa, vendo dois de seus irmãos executados diante de seus olhos em 1794. Isso inspirou nela a decisão de dedicar sua vida ao alívio do sofrimento do mundo. Cerca de 20 anos depois, seu trabalho passou a ser orientado por um padre católico local, o Abade André Coindre, que se comprometeu a estabelecer instituições para educar e ajudar os filhos dos pobres da cidade. Um dia ele entregou aos seus cuidados duas jovens que haviam sido encontradas abandonadas perto da Igreja de St-Nizier.
Thévenet então estabeleceu uma pequena casa de refúgio chamada La Providence para cuidar das crianças da cidade. Ela foi acompanhada neste trabalho por um grupo de mulheres que formaram uma sociedade, da qual foi eleita presidente. Em 1818, Coindre sugeriu-lhe que se comprometesse com a vida consagrada sob a espiritualidade inaciana, convite que ela aceitou. Com os membros da sociedade por ela fundada que também desejavam seguir esse caminho, ela fundou um pequeno convento no bairro operário de La Croix-Rousse. Eles logo precisam se expandir e se mudar para uma casa no setor Fourvière da cidade.

## Crescimento
A congregação recebeu a aprovação do Bispo de Le Puy-en-Velay em 1823 e do Arcebispo de Lyon em 1825. Suas Constituições foram aprovadas pelo Papa Pio IX em 31 de dezembro de 1847. O objetivo desta congregação era dar às meninas uma educação cristã conforme a sua posição social. Para este propósito, a Irmã teria internatos e academias.
Na França, antes da expulsão de 1901, eles estavam em Lyon e em Le Puy-en-Velay, Rodez e Remiremont. A Casa Mãe geral foi transferida para Roma em setembro de 1901.

### Além da França
Em 1842, Lyons enviou uma comunidade de Irmãs para a Índia, onde 12 comunidades foram estabelecidas, incluindo algumas em Bombay, Poona, Lahore, Simla e Agra (ver Convento de Jesus e Maria). Em 1850, a primeira casa na Espanha foi fundada em Sant Andreu de Palomar, perto de Barcelona; depois seguiram outras fundações, em Valência, Barcelona, Orihuela, Sant Gervasi, Alicante e Murcia. Em 1902, a Espanha enviou uma colônia para fundar casas na Cidade do México e em Mérida, Yucatán.

### As Americas
A primeira casa da congregação nas Américas foi fundada em St-Joseph, Lévis, Quebec, Canadá, em 1855. Em 1876, Sillery, Quebec, tornou-se a casa-mãe provincial da América. O Canadá tem outras quatro casas, em St-Gervais, St-Michel, Trois-Pistoles e Beauceville.
Em 1877, várias Irmãs deixaram Sillery para abrir casas nos Estados Unidos. A primeira fundação foi em Fall River, Massachusetts. A casa em Manchester, New Hampshire, foi fundada em 1881; depois, em Woonsocket, Rhode Island, um internato e duas escolas paroquiais (1884). Em Providence, as religiosas fundaram um convento e duas escolas paroquiais. Em 1902, várias Irmãs deixaram a casa-mãe em Roma, para estabelecer a congregação na cidade de Nova York, abrindo uma residência para jovens trabalhadoras no sul de Manhattan. A fundação de uma academia para jovens senhoras em Kingsbridge, no noroeste do Bronx, rapidamente se desenvolveu em um século de serviço na Paróquia e Escola de St. John, onde mais de 200 Irmãs de Jesus e Maria dedicaram incontáveis anos de serviço educacional a milhares de meninos católicos locais e meninas. Educadores notáveis entre as Irmãs foram Madre Mary Catherine Kenny, Madre Camillus e Madre Regis.
No sudoeste dos Estados Unidos, religiosos de Jesus e Maria expulsos do México devido à repressão da Igreja Católica durante o início do século 20 começaram a se estabelecer e a abrir novos centros de serviço.

## Status atual
Hoje, 1.300 Religiosos de Jesus e Maria servem em 28 países ao redor do mundo. Eles são apoiados em seu trabalho por mais de 1.600 associados, que formam a Família de Jesus e Maria.